# Nathaniel B. Palmer (rompighiaccio)
Nathaniel B. Palmer è una nave da ricerca rompighiaccio, incaricata di svolgere estese missioni scientifiche nella regione antartica per conto della National Science Foundation degli Stati Uniti.
Entrata in servizio nel 1992, la Nathaniel B. Palmer è in grado di supportare fino a due elicotteri, può ospitare fino a 45 membri del personale scientifico e tecnico oltre a un equipaggio di 22 membri ed è in grado di svolgere missioni di durata fino a 75 giorni. Il natante prende il nome dal marinaio e costruttore navale Nathaniel Brown Palmer, accreditato da alcuni storici come il primo americano ad aver intravisto il continente antartico.
Nel febbraio 2020, i ricercatori a bordo della nave per conto del progetto internazionale Thwaites Glacier Offshore Research (THOR) hanno scoperto l'Isola Sif, nel mare di Amundsen, in Antartide.

## Galleria d'immagini

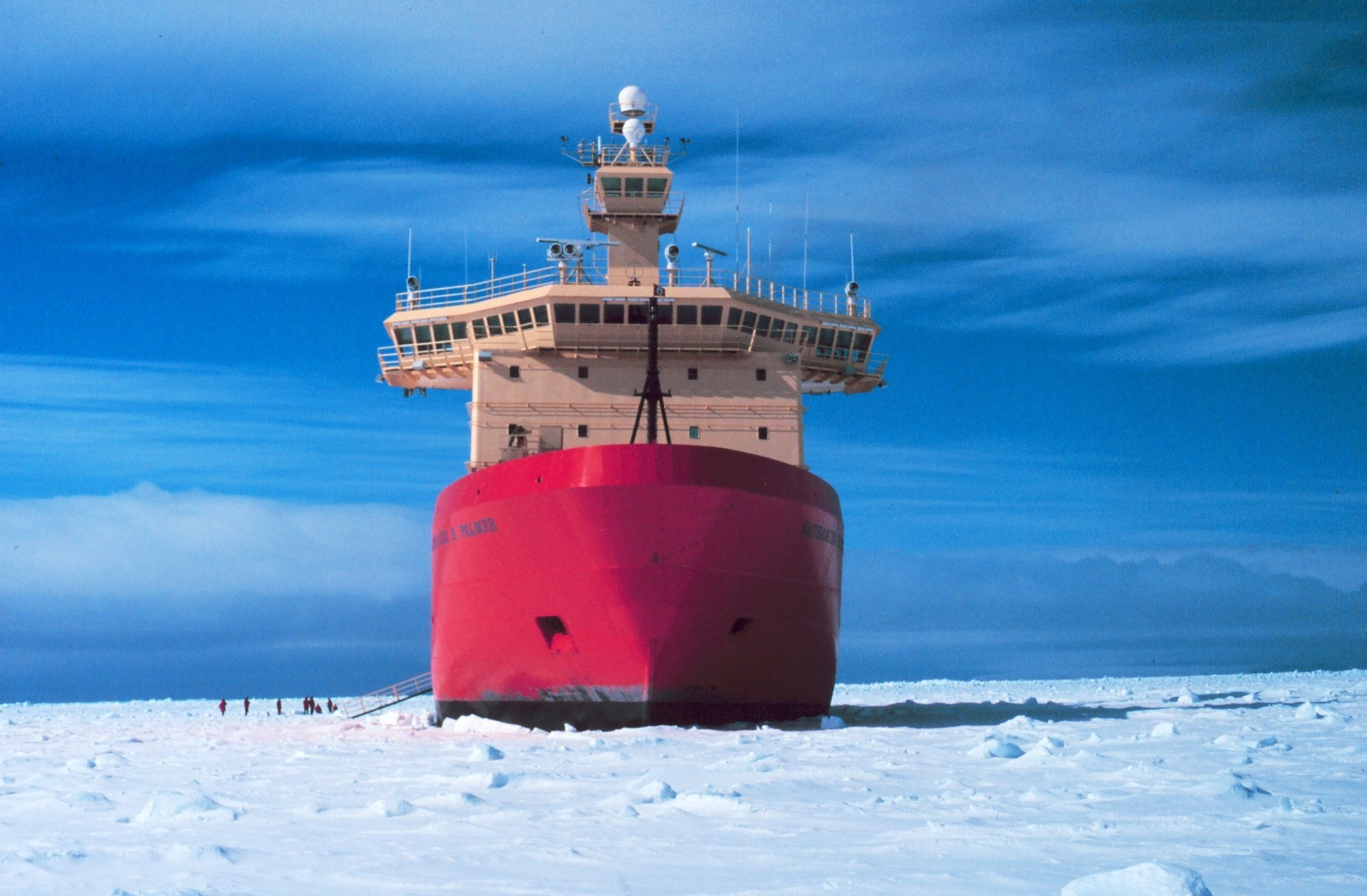
Nathaniel B. Palmer
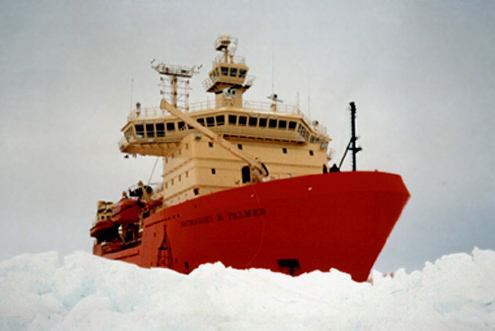